# Thorne Coffin
Thorne Coffin – wieś w Anglii, w hrabstwie ceremonialnym Somerset, w dystrykcie (unitary authority) Somerset, w civil parish Brympton. Leży 4 km od miasta Yeovil. W 1931 roku civil parish liczyła 66 mieszkańców. Thorne jest wspomniana w Domesday Book (1086) jako Torne/Torna.